# پیتر باراکان
پیتر باراکان (انگلیسی: Peter Barakan؛ زادهٔ ۲۰ اوت ۱۹۵۱) مجری تلویزیون، دی‌جی، و مترجم اهل بریتانیا است. وی از سال ۱۹۸۴ میلادی تاکنون مشغول فعالیت بوده‌است.